# The Guardsman
The Guardsman er en amerikansk komediefilm fra 1931 instrueret af Sidney Franklin. Manuskriptet blev skrevet af Ernest Vajda og Claudine West, baseret på skuespillet Testőr af Ferenc Molnar.
Filmen har Alfred Lunt og Lynn Fontanne i hovedrollerne. Lunt og Fontanne var mand og kone og et berømt teaterskuespillerteam. Filmen var baseret på roller de havde spillet på Broadway i 1924, og det var den eneste gang de to havde roller sammen i en film. De blev nomineret til en Oscar for bedste mandlige hovedrolle og bedste kvindelige hovedrolle, ved Oscaruddelingen 1932.
Filmen var dog ikke en populær succes, og parret vendte tilbage til at arbejde på Broadway.